# П'єр Жозеф Боннатерре
П'єр Жозеф Боннатерре (фр. Pierre Joseph Bonnaterre, нар. 1752, Аверон, Франція - пом. 20 вересня 1804, Сен-Женьє, Франція) — французький натураліст, один з авторів багатотомної праці «Енциклопедична і методична картина трьох царств природи» (фр. Tableau encyclopédique et méthodique des trois règnes de la nature; 1788-1797), у якій він написав розділи про китоподібних, ссавців, птахів, рептилій, амфібій і комах. Він створив близько 400 ілюстрації для енциклопедії.
В його доробку також описання близько 25 нових видів риб.
Він був першим вченим, який вивчав здичавілого хлопчика, відомого як Віктор з Аверона, який до 12 років жив у лісі у дикому стані.